# George M. Brown

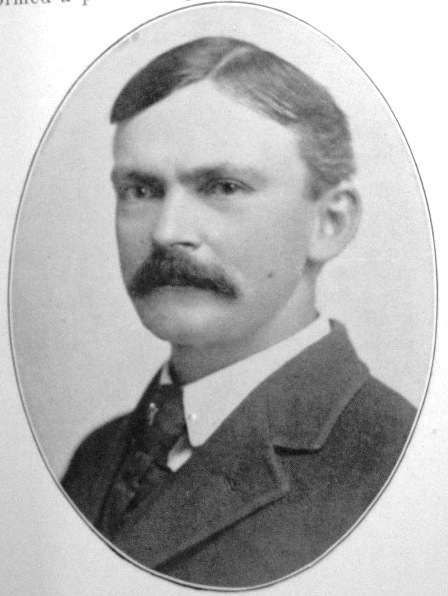
George M. Brown

George M. Brown (* 5. Mai 1864 im Douglas County, Oregon; † 18. Juni 1934 in Oregon) war ein US-amerikanischer Jurist und Politiker (Republikanische Partei).

## Frühe Jahre
George M. Brown, Sohn von Sarah Flett und Thomas Brown, wurde während des Bürgerkrieges im Douglas County geboren. Seine Eltern wanderten 1847 während des Mexikanisch-Amerikanischen Krieges nach Oregon Country. Brown besuchte die lokalen Schulen. Danach ging er an die Umpqua Academy, wo er 1883 seinen Abschluss machte. Dann besuchte er die Willamette University in Salem (Oregon), wo er 1885 graduierte. Nachdem er in Salem Jura studierte (reading law), erhielt er 1891 in Oregon eine Zulassung als Anwalt.

## Juristische Laufbahn
Von 1894 bis 1896 war er Bezirksstaatsanwalt im 2. Gerichtsbezirk von Oregon, wobei sein Hauptquartier in Roseburg (Douglas County) lag. Nach seiner Wiederwahl bekleidete er den Posten bis 1908. Bei den Wahlen im Jahr 1914 wurde er zum Attorney General von Oregon gewählt. Seine Wiederwahl erfolgte 1918. Er bekleidete den Posten vom 4. Januar 1915 bis zu seinem Rücktritt am 14. Oktober 1920. Seine Amtszeit war vom Ersten Weltkrieg überschattet. In seiner neuen Funktion vertrat er zusammen mit seinem Deputy Attorney General John O. Bailey den Staat vor dem Obersten Gerichtshof der Vereinigten Staaten beim Fall Bunting v. Oregon. Dabei entschied der Oberste Gerichtshof der Vereinigten Staaten in einem Grundsatzurteil ein Gesetz von Oregon aufrechtzuerhalten, wo der Arbeitgeber die maximale Stundenanzahl eines Arbeitnehmers regulieren könnte.
Der Gouverneur von Oregon Ben W. Olcott berief ihn am 14. Oktober 1920 zum Richter am Oregon Supreme Court, um die Vakanz zu füllen, die durch den Rücktritt von Alfred S. Bennett entstand. Im selben Jahr, 1920, gewann er die Wahl für eine volle sechsjährige Amtszeit als Richter. Seine Wiederwahl erfolgte 1926. Er bekleidete den Richterposten bis zum Ende seiner Amtszeit im Jahr 1933.

## Familie
Brown heiratete 1895 Bertha Bellows. Das Paar bekam drei Kinder.